# Vian (Oklahoma)
Vian è un comune degli Stati Uniti d'America, situato nello Stato dell'Oklahoma, nella Contea di Sequoyah.